# Catherine Daniel
 (janvier 2019).
Pour les articles homonymes, voir Daniel.
Catherine Daniel est une femme politique dominicaise.

## Biographie
Elle est ministre des Services sociaux, du Développement communautaire et des Relations de genre dans le gouvernement de Roosevelt Skerrit depuis 2014.